# Alonzo J. Edgerton
Alonzo Jay Edgerton, född 7 juni 1827 i Rome, New York, död 9 augusti 1896 i Sioux Falls, South Dakota, var en amerikansk republikansk politiker och jurist. Han representerade delstaten Minnesota i USA:s senat från 12 mars till 30 oktober 1881.
Edgerton utexaminerades 1850 från Wesleyan University i Middletown, Connecticut. Han studerade sedan juridik och inledde 1855 sin karriär som advokat i Mantorville, Minnesota. Han var ledamot av delstatens senat 1858-1859 och 1877-1879. Edgerton deltog i amerikanska inbördeskriget.
Senator William Windom avgick i mars 1881 för att tillträda som USA:s finansminister.Edgerton utnämndes till hans efterträdare fram till fyllnadsvalet senare samma år. Efter mordet på USA:s president James Garfield bestämde sig Windom för att återvända till senaten, vann fyllnadsvalet och efterträdde Edgerton i oktober 1881.
Edgerton blev sedan utnämnd till Dakotaterritoriets högsta domstol. Han arbetade därefter som federal domare efter att South Dakota blev delstat. Han var ordförande för South Dakotas konstitutionskonvent.
Hans grav finns på Evergreen Cemetery i Mantorville, Minnesota.